# Гершензон Мойше Янкелевич
Мо́йше Я́нкелевич Гершензо́н (Мойсей) (нар. 18 липня 1903, Черняхів — пом. 16 квітня 1943) — єврейський драматург та актор.

## Життєпис
1918 року створює молодіжний єврейський театр «Мешулахес» («Примарність», інше тлумачення — «Пустуни»).
Навчався на Вищих єврейських педагогічних курсах у Києві, 1937 року закінчив курси театрального мистецтва у Москві.
В часі Другої світової війни як нестройовик евакуйований, працює журналістом в Башкирії. В тому часі приходить державна телеграма: Московський державний єврейський театр викликає його для завершення роботи над «Хелемськими мудрецями». Театр евакуйовано в Ташкент, Гершензон повертається в Башкирію, звідтіля переїздить з родиною в Алма-Ату.
Домагається свого, його приймають на військові курси. По закінченні курсів його як лейтенанта призначають командиром кулеметного взводу 3-ї стрілецької роти 221-го стрілецького полку 16-ї стрілецької дивізії.
Загинув в бою під станицею Кримська 16 квітня 1943 року.

## Творчий доробок
Його п'єси — «Хелмські розумахи (Хелемські мудреці)», «На Дністрі», «Директор», «Утиль» — у 1936-39 роках йшли в театрах Києва, Харкова, Бердичева, інших міст УРСР.
Інсценізував твори Шолом-Алейхема, Менделе Мойхер-Сфоріма, Іцхока-Лейбуша Переца.
1990 року в Києві українською мовою в перекладі та з передмовою Іліє Мазоре (Мазур Ілля Трохимович) вийшла збірка п'єс Гершензона.
«Хелемські мудреці» в сучасності йшли у постановці заслуженого діяча мистецтв України Вадима Сікорського в Театрі ім. Марії Заньковецької, також в театрі Садовського у Вінниці.